# 大谷玲凪
大谷 玲凪（おおたに れな、1996年（平成8年）4月20日 - ）は、日本の女優、バレリーナ。埼玉県出身。「トゥフロント」所属。妹は作曲家、編曲家、バイオリニストの大谷舞。

## 経歴
1998年から1999年までNHK教育テレビジョン(現NHK Eテレ)『いないいないばあ』に出演。この頃から踊りが好きで3歳からバレエを始める。。
1999年
- 9月　東映「金融腐蝕列島〔呪縛〕」出演[1][5][6]。

2000年
- 5.6月　舞台『渡る世間は鬼ばかり』本間日向子 役 出演（芸術座）[1][7]。
- 7月　TBS『渡る世間は鬼ばかり』本間日向子 役 第5シリーズ出演[8][注釈 1]。

2001年
- 5.6月　舞台「空のかあさま」桐原ふさえ 役 出演（芸術座）[1][7]。

2002年
- 1.2月　舞台『渡る世間は鬼ばかり』本間日向子 役 出演（芸術座）[1]

2003年
- 1月　舞台『空のかあさま』桐原ふさえ 役 出演（名鉄ホール）[1][7]。

2009年
- 1月　『第12回NBA全国バレエコンクール』小学生の部 6位[9]。

2012年
- 1月　『第15回NBA全国バレエコンクール』中学生の部 4位[10]。
- 7月　『第45回埼玉全国舞踊コンクール2012』クラシックジュニア部 埼玉県舞踊協会奨励賞[11]。

2014年
- 7月　『第47回埼玉全国舞踊コンクール2014』クラシック1部 東京新聞賞[12]。

2015年
- 3月　高校卒業後、東京シティバレエ団特待生になる[3]。
- 7月　『第18回NBA全国バレエコンクール』高校生女子の部 4位[13]。
- 9月　NBAバレエ団入団[3]。

2017年
- 7月　『第50回埼玉全国舞踊コンクール2017』 埼玉県舞踊協会奨励賞[14]。
- 11月　NBAバレエ団アトリエ公演『ドン・キホーテ』キューピッド 出演[15]。

2018年
- 7月　NBAバレエ団アトリエ公演『白鳥の湖』パ・ド・トロワ 出演[16]。

2020年
- 4月　NBAバレエ団退団[17]。

2021年
- 12月　一般男性との結婚を発表[8][18]。

2022年
- 2月　ドラマティックレビュー『TARKIE THE STORY』松竹少女歌劇団 市村菊子 役 出演（品川ステラボール）[19]。

## 出演作品

### テレビドラマ
- 渡る世間は鬼ばかり第5シリーズ - 最終シリーズ（2000 - 2011年、TBS） - 本間日向子 役（4代目）
  - 渡る世間は鬼ばかり　ただいま2時間スペシャル（2012年9月）
  - 渡る世間は鬼ばかり　2週連続スペシャル2013（2013年5月）
  - 渡る世間は鬼ばかり　2015年2時間スペシャル（2015年2月）
  - 渡る世間は鬼ばかり　2017年3時間スペシャル（2017年9月）
  - 渡る世間は鬼ばかり　2018年3時間スペシャル（2018年9月）
  - 渡る世間は鬼ばかり  2019年3時間スペシャル (2019年9月)
- 向田邦子生誕八十年記念番組 母の贈物（2009年、TBS）
- カンパニー～逆転のスワン～（2021年1月10日 - 、NHK BSプレミアム） - 原田優希 役[20]

### 映画
- 1999年　金融腐蝕列島〔呪縛〕 - 北野レナ 役

### 舞台
- 空のかあさま（2001年・2003年） - 上村ふさえ 役

### CM
- au 簡単ケータイW62PT、ジュニアケータイA5525SA（2008年）